# 科戈尔诺
科戈尔诺（義大利語：Cogorno），是意大利热那亚省的一个市镇。总面积9.1平方公里，人口5631人，人口密度618.8人/平方公里（2009年）。ISTAT代码为010018。